# Poussière intergalactique
Pour les articles homonymes, voir Poussière (homonymie).
La poussière intergalactique est une poussière cosmique se trouvant entre les galaxies, dans l'espace intergalactique. Des preuves de la poussière intergalactique ont été suggérées dès 1949 et son étude s'est poursuivie tout au long de la fin du XXe siècle. Il existe de grandes variations dans la répartition des poussières intergalactiques. Cette poussière peut affecter les mesures de distance intergalactiques comme celle de supernovas et de quasars dans d'autres galaxies.
La poussière intergalactique peut faire partie de nuages de poussière intergalactiques, dont l'existence est connue dans d'autres galaxies depuis les années 1960. Dans les années 1980, au moins quatre nuages de poussière intergalactiques ont été découverts d'ici à une distance de plusieurs mégaparsec (Mpc) de notre galaxie, la Voie lactée ; un exemple est le nuage de Okroy (en). 

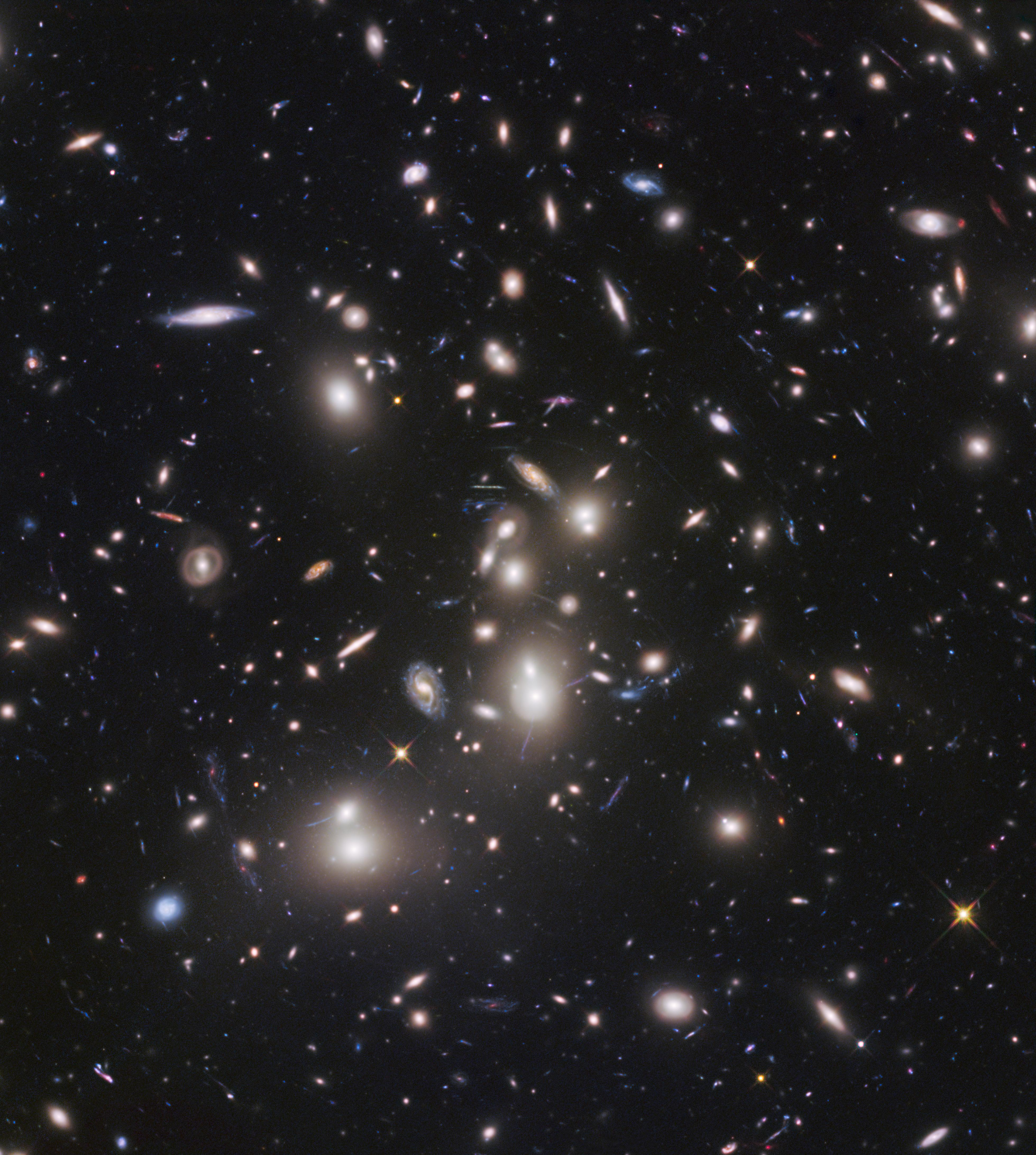
La poussière intergalactique est située entre les galaxies.

En février 2014, la NASA a annoncé une base de données très améliorée pour le suivi des hydocarbures aromatiques polycycliques (HAP) dans l'univers. Selon les scientifiques, plus de 20 % du carbone dans l'univers peut être associé à des HAP, ces matériaux seraient le départ possible pour la formation de la vie. Les HAP semblent avoir été formés peu après le Big Bang et sont très répandus dans tout l'univers, et sont associés à la naissance des étoiles et des exoplanètes.